# Яковлев, Николай Николаевич (большевик)
Никола́й Никола́евич Я́ковлев (1 (13 августа) 1886, Москва — 16 ноября 1918, в тайге на р. Олёкме) — большевик, первый председатель Томского городского совета рабочих и солдатских депутатов (1917). Председатель Центрального исполнительного комитета Советов Сибири (1918).

## Биография
Родился в московской семье мастера-ювелира. Брат известного партийного работника В. Н. Яковлевой (1885—1941).
В 1905 году участвовал в боях на баррикадах Красной Пресни, затем вел партийную работу в глубоком подполье. В том же году поступил в Московский университет, затем бросил учёбу. В 1904 или 1905 г. вступил в партию большевиков. Царское правительство постоянно преследовало его, много раз бросало в тюрьмы, отправляло в ссылку. В 1911 году Яковлев уехал за границу, где сблизился с Владимиром Лениным. Возвратившись в Москву, Яковлев по заданию ЦК РСДРП (б) наладил выпуск газеты «Наш путь», сыгравшей большую роль в политической агитации среди рабочих. Агенты царской охранки выследили революционера-большевика и после ареста Яковлев был сослан в Нарымский край.
С 1914 по 1916 годы жил в ссылке в Нарыме. В ссылке Яковлев поддерживал регулярную связь с ЦК РСДРП (б), с Лениным, продолжил борьбу против царского самодержавия. В ноябре 1916 года он был мобилизован в армию и отправлен в Томск. Здесь он вёл революционную работу среди солдат, участвовал в создании Военно-социалистического союза, участвовал в Февральской революции, входил в состав Комитета общественного порядка и безопасности. Яковлев стал уполномоченным ЦК РСДРП(б) по Западной Сибири. В октябре 1917 года был единогласно избран первым председателем Томского городского Совета рабочих и солдатских депутатов, также был избран гласным и товарищем (заместителем) председателя Томской городской думы.
С декабря 1917 года он являлся главой Западно-Сибирского областного Совета (Омск). В начале 1918 года Яковлев стал председателем Центрального исполнительного комитета Советов Сибири (Центросибири) — центрального органа советской власти на территориях от Челябинска до Читы. 26 января (8 февраля) 1918 года, находясь на данной должности, Николай Яковлев подписал постановление о роспуске Сибирской областной Думы и созданных ей организаций. 20 депутатов думы было арестовано, оставшиеся на свободе на следующий день собрались подпольно и избрали Временное Сибирское правительство.
После падения советской власти в Сибири скрывался в Олёкминской тайге вместе с другими руководителями Центросибири: Шевцовым, Никитиным, Лыткиным. В ноябре 1918 года группа центросибирцев, в которую входил Яковлев, была захвачена белогвардейцами на привале в тайге в окрестностях Олёкминска и расстреляна на месте.
Участники белогвардейской операции по ликвидации руководителей Центросибири были впоследствии пленены и затем, в 1921 году, осуждены советским судом в Иркутске к расстрелу.
Похоронен в Олёкминске Якутской АССР.

## Семья
- Сестра — Варвара (1884 или 1885 — 11 сентября 1941) — большевичка, председатель Петроградской ЧК (10 ноября 1918 года — 2 января 1919 года), нарком финансов РСФСР в 1929—1937 годах, расстреляна в Орловской тюрьме[8].

## Память

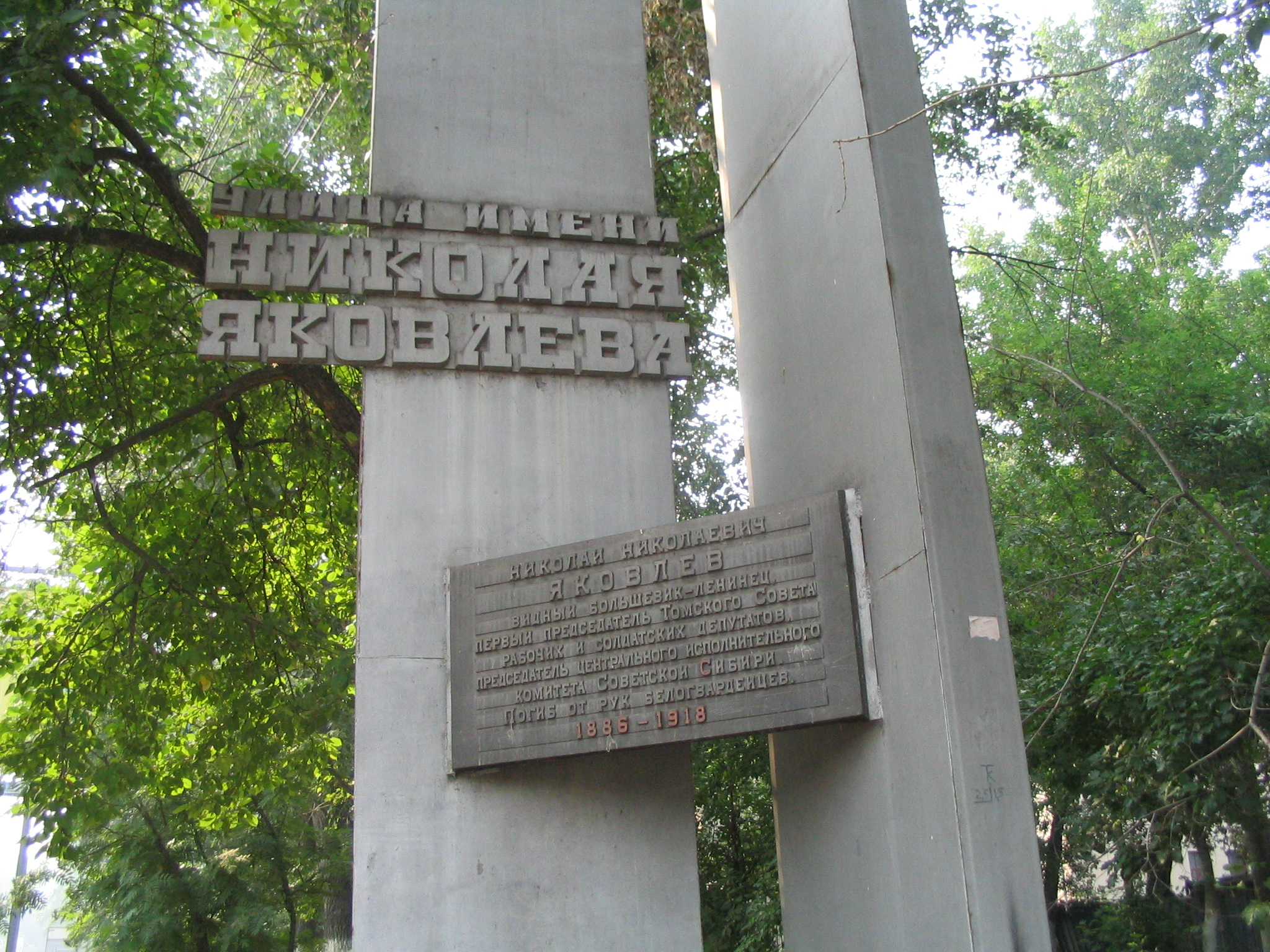
Стела в начале улицы Яковлева в Томске

Имя Николая Яковлева носят улицы в Томске, Омске и Иркутске.